# Friedreich István
Friedreich István, írói nevén Görcsöni Dénes (Gernyeszeg, 1878. november 11. – Budapest, 1914. március 1.) főreáliskolai tanár, újságíró.

## Élete
Friedreich István és Csomay Emilia fia. Kolozsváron és a budapesti egyetem bölcsészkarán végzett felsőfokú tanulmányokat. Ezután a fővárosban mint községi reáliskolai tanár dolgozott. 1904-től az Alkotmány című lapban és Katholikus Szemlében jelentek meg cikkei. A 20. század eleje klerikális sajtójának és a társadalmi mozgalmak egyik ismert alakja volt. Művei történelmi tanulmányok és bírálatok, főleg társadalmi kérdésekkel foglalkozott. Felesége berthoti Berthóty Ilona volt.

## Műve
- Friedreich István Gróf Széchényi István élete Bp., 1914–1915. Szent István-Társ. I-II. kötet, 440 ill. 282 l. - [posztumusz mű]